# Leuciscus lepidus
Leuciscus lepidus és una espècie de peix cipriniforme de la família dels ciprínids.

## Morfologia
Els mascles poden assolir els 23,7 cm de longitud total.

## Distribució geogràfica
Es troba a les conques dels rius Tigris i Eufrates.